# 雑誌記事索引
『雑誌記事索引』（ざっしきじさくいん）は、雑誌記事の検索手段として日本の国立国会図書館が作成し提供している索引またはそのデータベースである。略称「雑索」。

## 変遷
国会図書館による雑誌記事索引の提供は、月刊の雑誌として1949年2月に開始された。これには1948年9月受入分の「人文科学編」の雑誌記事索引が掲載されている。1950年には「自然科学編」の刊行が開始された。その後、「人文科学編」は「人文・社会編」に、「自然科学編」は「科学技術編」に変更され、両編とも時期により月刊または季刊で1995年まで刊行を継続した。1979年から1983年には「科学技術編」から分かれる形で「医学・薬学編」が刊行されている。また、「人文・社会編」について、数年分の雑誌記事索引に総合索引をつけた累積版が刊行された時期がある。
1994年には検索機能つきのCD-ROMによる提供が開始され、年2回または4回、2004年まで刊行された。また、2002年にはそれまでCD-ROMで提供された全データを収録したDVD-ROMが発売された。
2002年、国会図書館のOPAC (NDL-OPAC) が全面公開され、これによりデータベース化された雑誌記事索引の全データをインターネットを通じて検索することが可能となった。なお、過去に雑誌で提供されたがデータベース化されていなかった分の遡及入力は、2009年に終了した 。
NDL-OPACの雑誌記事索引検索で検索可能な記事件数は約1513万件（2022年6月時点）であり、毎週1回、数千件のデータが追加されている (2009年8月時点)。

## 特徴
雑誌記事索引は、雑誌に掲載された記事のタイトル、著者名、ページなど、基本的には雑誌の目次に掲載されている程度の情報を索引化し、雑誌記事を探す手段を提供するものである。雑誌記事索引の作成対象となる雑誌 (採録誌) は、国会図書館が所蔵する雑誌で、同館が定める「採録誌選定基準」に適合するものとされる。日本国内で刊行された学術誌や専門誌を中心として採録していたが、その後利用頻度の高い一般週刊誌等も採録するようになった。雑誌の創刊、休廃刊等に対応するため、採録誌は定期的に見直される。採録誌の総数は2万2000誌以上で、そのうち休廃刊等を除く採録中のものは約1万誌である。

## 利用
国会図書館の蔵書検索・申込システム「NDL-OPAC」を利用してインターネット経由で雑誌記事索引の検索が可能である。記事が掲載された雑誌の利用は、国会図書館等で閲覧するほか、NDL-OPACの検索結果から選択した記事のコピーの郵送を画面上で国会図書館に申し込むことができる (事前に利用者登録が必要) 。
国会図書館では、同館の「国立国会図書館サーチ」でも雑誌記事索引の検索を可能とし、また、新着記事情報をRSSにより毎週配信している。
国立情報学研究所、日外アソシエーツのmagazineplus及び皓星社の「ざっさくプラス」が、それぞれのデータベース検索サービスに国会図書館の雑誌記事索引データを導入して提供している。